# Martin Linnes
Martin Linnes (Kongsvinger, 20 september 1991) is een Noors voetballer die doorgaans speelt als rechtsback. In augustus 2021 verruilde hij Galatasaray voor Molde FK. Linnes maakte in 2013 zijn debuut in het Noors voetbalelftal.

## Clubcarrière
Linnes speelde in de jeugdopleiding van Sander IL en later verkaste de verdediger naar Kongsvinger IL. Hij debuteerde voor die club op 5 mei 2010, toen er met 0–1 gewonnen werd op bezoek bij Sandefjord Fotball. In 2010 degradeerde Linnes met Kongsvinger naar de 1. divisjon. Hij speelde hier één seizoen en in 2011 werd hij aangetrokken door Molde FK, nadat zijn contract was afgelopen. Voor zijn nieuwe club debuteerde de rechtsback op 23 maart 2012, tijdens een 2–1 overwinning op Strømsgodset IF. Linnes maakte op 17 september 2015 zijn eerste doelpunt in een Europese clubcompetitie: in de uitwedstrijd tegen Fenerbahçe (1–3) in de UEFA Europa League 2015/16 maakte hij in de vijfenzestigste minuut het derde doelpunt voor Molde FK. Linnes tekende in januari 2016 een contract bij Galatasaray, actief in de Turkse Süper Lig. In maart 2019 verlengde Linnes zijn verbintenis bij de Turkse club tot medio 2021. Na afloop van deze verbintenis mocht de Noor transfervrij vertrekken. Hierop keerde hij terug bij Molde FK, waar hij tot en met december 2025 tekende.

## Clubstatistieken
| Seizoen | Club           | Competitie  | Competitie | Competitie | Beker | Beker | Internationaal | Internationaal | Totaal | Totaal |
| Seizoen | Club           | Competitie  | Wed.       | Dlp.       | Wed.  | Dlp.  | Wed.           | Dlp.           | Wed.   | Dlp.   |
| ------- | -------------- | ----------- | ---------- | ---------- | ----- | ----- | -------------- | -------------- | ------ | ------ |
| 2010    | Kongsvinger IL | Eliteserien | 15         | 0          | 1     | 0     | —              | —              | 16     | 0      |
| 2011    | Kongsvinger IL | 1. divisjon | 26         | 2          | 1     | 0     | —              | —              | 27     | 2      |
| 2012    | Molde FK       | Eliteserien | 24         | 1          | 2     | 0     | 11             | 0              | 37     | 1      |
| 2013    | Molde FK       | Eliteserien | 24         | 4          | 4     | 0     | 5              | 0              | 33     | 4      |
| 2014    | Molde FK       | Eliteserien | 28         | 4          | 5     | 0     | 4              | 0              | 37     | 4      |
| 2015    | Molde FK       | Eliteserien | 28         | 2          | 2     | 0     | 11             | 1              | 41     | 3      |
| 2015/16 | Galatasaray    | Süper Lig   | 10         | 0          | 7     | 0     | —              | —              | 17     | 0      |
| 2016/17 | Galatasaray    | Süper Lig   | 18         | 0          | 8     | 1     | —              | —              | 26     | 1      |
| 2017/18 | Galatasaray    | Süper Lig   | 20         | 0          | 6     | 0     | 2              | 0              | 28     | 0      |
| 2018/19 | Galatasaray    | Süper Lig   | 19         | 2          | 8     | 2     | 6              | 0              | 33     | 4      |
| 2019/20 | Galatasaray    | Süper Lig   | 12         | 0          | 4     | 0     | 0              | 0              | 16     | 0      |
| 2020/21 | Galatasaray    | Süper Lig   | 22         | 0          | 1     | 0     | 3              | 0              | 26     | 0      |
| 2021    | Molde FK       | Eliteserien | 11         | 0          | 0     | 0     | 0              | 0              | 11     | 0      |
| 2022    | Molde FK       | Eliteserien | 23         | 4          | 4     | 2     | 10             | 1              | 37     | 7      |
| 2023    | Molde FK       | Eliteserien | 21         | 5          | 6     | 0     | 9              | 1              | 36     | 6      |
| 2024    | Molde FK       | Eliteserien | 17         | 1          | 1     | 0     | 4              | 1              | 22     | 2      |
| Totaal  | Totaal         | Totaal      | 318        | 25         | 60    | 5     | 65             | 5              | 443    | 35     |

Bijgewerkt op 27 september 2024.

## Interlandcarrière
Linnes maakte zijn debuut in het Noors voetbalelftal op 15 november 2013. Op die dag werd een vriendschappelijke wedstrijd tegen Denemarken met 2–1 verloren. Namens de Denen scoorden William Kvist en Nicolai Boilesen, de Noorse treffer kwam van Marcus Pedersen. Linnes begon op de bank en viel vijf minuten voor het einde van de wedstrijd in voor Omar Elabdellaoui. De andere debutanten dit duel waren Jørgen Skjelvik (Rosenborg BK) en Mats Møller Dæhli (Molde FK). Zijn eerste interlandtreffer viel op 5 oktober 2017, tijdens zijn zeventiende interland. Tegen San Marino tekende hij vier minuten voor tijd voor de achtste en laatste treffer van het duel: 0–8. Eerder hadden ook Markus Henriksen, Joshua King (tweemaal), Mohamed Elyounoussi (driemaal) en Ole Kristian Selnæs weten te scoren.
| Interlands van Martin Linnes voor Noorwegen | Interlands van Martin Linnes voor Noorwegen | Interlands van Martin Linnes voor Noorwegen | Interlands van Martin Linnes voor Noorwegen | Interlands van Martin Linnes voor Noorwegen | Interlands van Martin Linnes voor Noorwegen |
| №                                           | Datum                                       | Wedstrijd                                   | Uitslag                                     | Competitie                                  | Goals                                       |
| Als speler bij Molde FK                     | Als speler bij Molde FK                     | Als speler bij Molde FK                     | Als speler bij Molde FK                     | Als speler bij Molde FK                     | Als speler bij Molde FK                     |
| ------------------------------------------- | ------------------------------------------- | ------------------------------------------- | ------------------------------------------- | ------------------------------------------- | ------------------------------------------- |
| 1                                           | 15 november 2013                            | Denemarken – Noorwegen                      | 2 – 1                                       | Vriendschappelijk                           |                                             |
| 2                                           | 19 november 2013                            | Noorwegen – Schotland                       | 0 – 1                                       | Vriendschappelijk                           |                                             |
| 3                                           | 18 januari 2014                             | Noorwegen – Polen                           | 0 – 3                                       | Vriendschappelijk                           |                                             |
| 4                                           | 27 mei 2014                                 | Frankrijk – Noorwegen                       | 4 – 0                                       | Vriendschappelijk                           |                                             |
| 5                                           | 31 mei 2014                                 | Noorwegen – Rusland                         | 1 – 1                                       | Vriendschappelijk                           |                                             |
| 6                                           | 27 augustus 2014                            | Noorwegen – Verenigde Arabische Emiraten    | 0 – 0                                       | Vriendschappelijk                           |                                             |
| 7                                           | 3 september 2014                            | Engeland – Noorwegen                        | 1 – 0                                       | Vriendschappelijk                           |                                             |
| 8                                           | 10 oktober 2014                             | Malta – Noorwegen                           | 0 – 3                                       | EK 2016 kwalificatie                        |                                             |
| 9                                           | 13 oktober 2014                             | Noorwegen – Bulgarije                       | 2 – 1                                       | EK 2016 kwalificatie                        |                                             |
| 10                                          | 12 november 2014                            | Noorwegen – Estland                         | 0 – 1                                       | Vriendschappelijk                           |                                             |
| 11                                          | 28 maart 2015                               | Kroatië – Noorwegen                         | 5 – 1                                       | EK 2016 kwalificatie                        |                                             |
| 12                                          | 8 juni 2015                                 | Noorwegen – Zweden                          | 0 – 0                                       | Vriendschappelijk                           |                                             |
| Als speler bij Galatasaray                  |                                             |                                             |                                             |                                             |                                             |
| 13                                          | 24 maart 2016                               | Estland – Noorwegen                         | 0 – 0                                       | Vriendschappelijk                           |                                             |
| 14                                          | 29 mei 2016                                 | Portugal – Noorwegen                        | 3 – 0                                       | Vriendschappelijk                           |                                             |
| 15                                          | 31 augustus 2016                            | Noorwegen – Wit-Rusland                     | 0 – 1                                       | Vriendschappelijk                           |                                             |
| 16                                          | 4 september 2017                            | Duitsland – Noorwegen                       | 6 – 0                                       | WK 2018 kwalificatie                        |                                             |
| 17                                          | 5 oktober 2017                              | San Marino – Noorwegen                      | 0 – 8                                       | WK 2018 kwalificatie                        | 86'                                         |
| 18                                          | 8 oktober 2017                              | Noorwegen – Noord-Ierland                   | 1 – 0                                       | WK 2018 kwalificatie                        |                                             |
| 19                                          | 11 november 2017                            | Macedonië – Noorwegen                       | 2 – 0                                       | Vriendschappelijk                           |                                             |
| 20                                          | 14 november 2017                            | Slowakije – Noorwegen                       | 1 – 0                                       | Vriendschappelijk                           |                                             |
| 21                                          | 2 juni 2018                                 | IJsland – Noorwegen                         | 2 – 3                                       | Vriendschappelijk                           |                                             |
| 22                                          | 6 juni 2018                                 | Noorwegen – Panama                          | 1 – 0                                       | Vriendschappelijk                           |                                             |
| 23                                          | 13 oktober 2018                             | Noorwegen – Slovenië                        | 1 – 0                                       | Nations League 2018/19                      |                                             |
| 24                                          | 4 september 2020                            | Noorwegen – Oostenrijk                      | 1 – 2                                       | Nations League 2020/21                      |                                             |
| 25                                          | 8 oktober 2020                              | Noorwegen – Servië                          | 1 – 2                                       | EK 2020 kwalificatie                        |                                             |
| 26                                          | 11 oktober 2020                             | Noorwegen – Roemenië                        | 4 – 0                                       | Nations League 2020/21                      |                                             |
| 27                                          | 14 oktober 2020                             | Noorwegen – Noord-Ierland                   | 1 – 0                                       | Nations League 2020/21                      |                                             |
| 28                                          | 24 maart 2021                               | Gibraltar – Noorwegen                       | 0 – 3                                       | WK 2022 kwalificatie                        |                                             |
| 29                                          | 30 maart 2021                               | Montenegro – Noorwegen                      | 0 – 1                                       | WK 2022 kwalificatie                        |                                             |

Bijgewerkt op 27 september 2024.

## Erelijst
| Competitie     |          |                           |          |          |
| Competitie     | Aantal   | Jaren                     |          |          |
| Molde FK       | Molde FK | Molde FK                  | Molde FK | Molde FK |
| -------------- | -------- | ------------------------- | -------- | -------- |
| Eliteserien    | 3        | 2012, 2014, 2022          |          |          |
| NM Cupen       | 4        | 2013, 2014, 2021/22, 2023 |          |          |
| Galatasaray    |          |                           |          |          |
| Süper Lig      | 2        | 2017/18, 2018/19          |          |          |
| Türkiye Kupası | 2        | 2015/16, 2018/19          |          |          |
| Süper Kupa     | 1        | 2016, 2019                |          |          |